# Razred podmornic VII
Podmornice razreda VII so bile v obdobju druge svetovne vojne najštevilčnejša vrsta nemških podmornic. Do konca vojne so zgradili 703 plovil tega razreda. Edini ohranjeni primerek, U-995, je na ogled v muzejskem parku ob reki Labi, Schleswig-Holstein, Nemčija.

## Zasnova in proizvodnja
Tip VII je temeljil na prejšnjih nemških zasnovah podmornic, ki segajo v čas prve svetovne vojne: razred UB III in zlasti preklicani tipa UG. Tip UG je zasnovalo nizozemsko slamnato podjetje  NV Ingenieurskantoor voor Scheepsbouw Den Haag (Iv. S), s pomočjo katerega so se Nemci izognili omejitvam Versajske pogodbe, zgradile pa so ga tuje ladjedelnice. Finski razred Vetehinen in španski tip E-1 sta prav tako predstavljala nekaj podlage za zasnovo razreda VII. Ti načrti so bili osnova za gradnjo razredov VII skupaj s razredom I, slednjega so zgradili v ladjedelnici AG Weser v Bremnu v Nemčiji. Proizvodnja razreda I je bila ustavljena že po dveh plovilih; razlogi za to niso znani. Zasnovo razreda I so kasneje uporabili pri razvoju razredov VII in IX.
Podmornice razreda VII so bile najpogosteje uporabljene podmornice v vojni in so bile s 703 zgrajenimi najbolj proizveden razred podmornic v zgodovini.  Razred je imel več različic. Razred VII je bil tudi najštevilčnejši tip podmornice, ki je sodeloval v bitki za Atlantik.

## Različice

### Različica VIIA
Podmornice razreda VIIA so bile zasnovane v letih 1933–34 kot prva serija nove generacije napadalnih podmornic. Večina podmornic tipa VIIA je bila izdelana v Deschimag AG Weser v Bremnu, z izjemo U-33 do U-36, ki so bili izdelani v Friedrich Krupp Germaniawerft, Kiel. Kljub zelo utesnjenim bivalnim prostorom so bile podmornice tipa VIIA na splošno priljubljene pri svojih posadkah zaradi hitre hitrosti potapljanja, ki naj bi jim zagotavljala večjo zaščito pred sovražnikovimi napadi kot sicer večji, toda bolj počasni razredi. Poleg tega je manjša nosilnost manjšega plovila pomenila, da so bile patrulje krajše (zaloge streliva, goriva, hrane,...). Podmornice tega razreda pa so bile strukturno precej močnejše od manjših podmornic tipa II, ki so jih nadomestile, s štirimi premčnimi in eno zunanjo krmno torpedno cevjo. Običajno so na krovu nosile 11 torpedov, bile so zelo okretne na površini ter so bile opremljene z 8.8 cm hitrostrelnim palubnim topom s približno 220 granatami.
Med letoma 1935 in 1937 je bilo izdelanih deset plovil tipa VIIA. Vse podmornice tipa VIIA, razen dveh, so potopili med drugo svetovno vojno (znani podmornici U-29 in U-30, ki jima je poveljeval Otto Schuhart, sta bili prvi podmornici, ki sta potopili ladjo v drugi svetovni vojni; obe potopljeni v zalivu Kupfermühlen 4. maja 1945).
Plovilo sta na površju poganjala dva 6-valjna, 4-taktna dizelska motorja MAN AG 40/46 M6V, ki sta skupaj dajala od 2.100 do 2.310 bhp (1.570 do 1.720 kW) pri 470 do 485 vrt./min. Pod vodno površino sta podmornico poganjala dva elektromotorja Brown, Boveri &amp; Cie (BBC) GG UB 720/8,  skupaj z 750 hp (560 kW) pri 322 vrt./min.

### Različica VIIB
VIIA je imela omejeno zmogljivost hrambe goriva, zato je bilo med letoma 1936 in 1940 zgrajenih 24 plovila tipa VIIB z dodatnimi 33 tonami goriva v zunanjih sedlastih rezervoarjih, kar je dodalo še 2.500 nmi (4.600 km; 2.900 mi) dosega pri 10 kn (19 km/h; 12 mph) pri plovbi na površini. Močnejši motorji so jih naredili nekoliko hitrejše od različice VIIA. Za večjo okretnost so imele podmornice te različice tudi dve krmili. Oborožitev s torpedi so izboljšali s premikom krmne cevi v notranjost plovila. Tako je bilo mogoče dodatno torpedo na krmi prenašati pod oblogo zadnje torpedne sobe (ki je služila tudi kot prostor za elektromotorje), dva vodotesna predelka pod zgornjim krovom pa sta lahko hranila še dve dodatni torpedi, kar je skupaj omogočilo oborožitev s 14 torpedi. Edina izjema je bila U-83, ki ni imela krmne cevi in je nosila le 12 torpedov.
Razred VIIB je vključeval številne najbolj znane podmornice druge svetovne vojne, vključno z U-48 (najuspešnejša), U-47 Güntherja Priena, U-99 Otta Kretschmerja in U-100 Joachima Schepkeja.
Na površju sta podmornico poganjala dva 6-valjna 4-taktna dizelska motorja MAN s kompresorjem M6V 40/46 (razen U-45 do U-50, U-83, U-85, U-87, U-99, U -100 in U-102, ki sta jih poganjala dva 6-valjna 4-taktna dizelska motorja Germaniawerft F46 s kompresorjem), ki sta proizvajala skupaj 2.800–3.200 PS (2.100–2.400 kW) pri 470 do 490 vrt./min. Pod vodno površino sta plovilo poganjala dva AEG GU 460/8-276 (razen v U-45, U-46, U-49, U-51, U-52, U-54, U-73 do U-76, U-99 in U-100, ki so ohranile BBC motor iz VIIA) elektromotorja, ki sta proizvajala skupno 750 PS (550 kW) pri 295 vrt./min. 

### Različica VIIC
Različica VIIC je bil delovni konj nemških podmorniških sil, od leta 1940 do 1945 so jih zgradili 568. Prvo plovilo različice VIIC, ki je bil zaplulo leta 1940, je bila podmornica U-93. Tip VIIC je bil učinkovit bojni stroj in je bil v uporabi skoraj povsod, kjer so delovale podmornice, čeprav njegov doseg le 8.500 navtičnih milj ni bil tako velik kot pri večjem razredu IX (11.000 navtičnih milj). Omejen doseg je močno omejeval čas, ki ga je lahko podmornica porabila na posamezni patrulji, zlasti pri delovanju brez dolivanja goriva iz tankerja ali podmornice v oddaljenih predelih zahodnega in južnega Atlantika. VIIC je prišel v uporabo proti koncu " Prvega srečnega časa "  blizu začetka vojne in je bil še vedno najštevilčnejša vrsta v uporabi, ko so zavezniška protipodmorniška prizadevanja  konec leta 1943 in 1944 končno premagala kampanjo podmornic.
Različica VIIC se je od VIIB razlikovala le po dodatku aktivnega sonarja in nekaj manjših mehanskih izboljšavah, zaradi česar je bila 2 metra daljša in 8 ton težja. Hitrost in doseg sta bila v bistvu enaka. Številna od teh plovil so v letih 1944 in 1945 opremili z dihalkami.
Različica je ohranila enako razporeditev torpednih cevi kot predhodnike, razen U-72, U-78, U-80, U-554 in U-555, ki so imeli samo dve premčni, in U-203, U-331, U-351, U-401, U-431 in U-651, ki niso imele krmne torpedne cevi.
Na površju so plovila (razen U-88, U-90 in U-132 do U-136, ki so uporabljali MAN M6V40/46) poganjala dva 6-valjna 4-taktna dizelska motorja Germaniawerft s kompresorjem M6V 40/46, skupaj sta proizvajala 2.800 do 3.200 PS (2.100 do 2.400 kW; 2.800 do 3.200 shp) pri 470 do 490 vrt./min.
Za podvodni pogon je bilo uporabljenih več različnih elektromotorjev. Zgodnji modeli so uporabljali konfiguracijo VIIB dveh elektromotorjev AEG GU 460/8-276, skupaj 750 PS (550 kW; 740 shp) z največjim številom vrtljajev 296, medtem ko so novejša plovila uporabljala dva elektromotorja BBC GG UB 720/8, Garbe, Lahmeyer &amp; Co. RP 137/c ali Siemens-Schuckert- Werke (SSW) GU 343/38-8 z enako izhodno močjo kot so jo imeli motorji AEG.
Morda najbolj znana podmornica VIIC je bil U-96, prikazana v filmu Das Boot.

#### U-flak "protiletalska past"
Koncept "U-flak" ali "protiletalska past" je nastal 31. avgusta 1942, ko so letala resno poškodovala U-256. Namesto da bi podmornico razrezali, so se odločili, da jo preoblikujejo kot težje oboroženo protiletalsko plovilo, namenjen za boj proti izgubam, ki so jih v Biskajskem zalivu povzročala zavezniška letala. Na krovu so namestili dva 20 mm štiricevna in en eksperimentalni 37 mm avtomatski top. Preizkusili so tuid 86 mm protiletalske rakete (podobno kot naprava, ki so jo uporabljali Britanci pri obrambi letališč), vendar se je ta ideja izkazala za neizvedljivo. Včasih so dodali dva dodatna enocevna 20  mm topova. Omejene zmogljivosti za hrambo gorivo so podmornice omejile na delovanje le v Biskajskem zalivu. Nosile so le pet torpedov, prednaloženih v cevi, da so sprostili prostor, potreben za dodatno strelsko posadko.
Za uporabo kot površinsko spremstvo za podmornice, ki so odhajale in se vračale v francoske atlantske baze so prilagodili štiri podmornice VIIC. Te podmornice "U-flak" so bile U-441, U-256, U-621 in U-953. Preoblikovanje so začeli tudi na treh drugih ( U-211, U-263 in U-271), vendar nobena ni bila končana in so jih na koncu vrnili v uporabo kot standardne napadalne podmornice VIIC.
Spremenjene podmornice so začeli delovati junija 1943 in se je sprva zdelo, da so bile proti presenečenim kraljevim letalskim silam relativno uspešne. V upanju, da bi dodatna ognjena moč plovilom omogočilo, da preživijo neusmiljene britanske zračne napade v Biskajskem zalivu in dosežejo svoja operativna območja, je Donitz ukazal podmornicam, naj zaliv prečkajo v skupinah z največjo hitrostjo. Prizadevanje je Nemcem prineslo še približno dva meseca relativne svobode, dokler RAF ni spremenil svoje taktike. Ko je pilot videl, da se bo podmornica borila na površju, je zaustavil napad in poklical okrepitve. Ko je prispelo več letal, so napadla vsa naenkrat. Če se je podmornica potopila, so na prizorišče poklicali površinska plovila, ki so s sonarjem pregledala območje in odvrgla globinske bombe. Britanci so tudi nekatera letala začeli opremljati z raketami RP-3, ki bi lahko potopile podmornico z enim samim zadetkom, zaradi česar je bilo končno prenevarno, da bi se podmornica poskušala boriti proti njej na površini, ne glede na njeno oborožitev.  Novembra 1943, manj kot šest mesecev po začetku poskusa, so ga prekinili. Vse podmornice tega tipa so bile preurejene nazaj v standardne napadalne podmornice in opremljene s Turm 4, standardno protiletalsko oborožitev za podmornice v tistem času. (Po nemških virih so protizračne podmornice v šestih misijah sestrelile le šest letal, tri letala U-441 in po eno letalo U-256, U-621 in U-953.)

### Različica VIIC/41
Tip VIIC/41 je bila nekoliko spremenjena različica VIIC in je imela enako oborožitev in motorje. Razlika je bila v močnejšem tlačnem trupu, ki jim je omogočil večjo globino prebitja in lažjo opremo za izničenje teže dodanega jekla v trupu, zaradi česar so nekoliko lažje od VIIC. Skupno je bilo zgrajenih 91. Vsi od U-1271 dalje niso imeli opreme za ravnanje z minami.
Do danes se je ohranila ena podmornica različice VIIC/41: U-995 je na ogled v Laboeju (severno od Kiela), in je edini ohranjeni tip VII na svetu.

### Različica VIIC/42
Različico VIIC/42 so zasnovali v letih 1942 in 1943 za zamenjavo starajočega se tipa VIIC. Imele naj bi veliko močnejši tlačni trup z debelino oklepa do 28 mm in bi se lahko potopile do dvakrat globlje kot prejšnje VIIC. Te podmornice bi bile po zunanjem izgledu zelo podobne VIIC/41, vendar bi bile opremljene z dvema periskopoma v stolpu in bi nosile še dodatni dve torpedi.
Podpisali so pogodbo za 164 plovil, nekaj podmornic je bilo splovljenih, vendar so nato vse nadaljnje 30. septembra 1943 preklicali  v korist novega razreda XXI; v tem trenutku nobena izmed podmornic v gradnji ni bila dovolj zgrajena, da bi jo lahko splovili.
Poganjali so jo isti motorji kot VIIC.

### Različica VIID
Plovila tipa VIID, zasnovana v letih 1939 in 1940, so bili podaljšana – za 10 m (32 ft 10 in) – različica VIIC za uporabo kot polagalci min. Mine so hranili in polagali iz treh sklopov petih navpičnih cevi tik za poveljniškim stolpom. Podaljšan trup je omogočil tudi shranjevanje večjih količin goriva in hrane.
Na morski gladini je podmornica uporabljala dva dizelska motorja Germaniawerft, 6 valjni, 4-taktni F46 s kompresorjem in 3.200 KM (2.400 kW) pri 470 do 490 vrt./min. Pod gladino je podmornica uporabljala dva elektromotorja AEG GU 460/8-276 s skupno močjo 750 konjskih moči (560 kW) pri 285 vrt./min.
Samo eni podmornici (U-218) je uspelo preživeti vojno; ostalih pet so potopili, pri čemer so umrli vsi člani posadke.

### Različica VIIF
Podmornice različice VIIF so zasnovali leta 1941 kot oskrbovalne podmornice za obnovo zalog podmornic na morju, ko so le-te porabile svoja torpeda. To je zahtevalo podaljšan trup in s tem so podmornice te različice postale največji in najtežji člani razreda VII. Oborožene so bile enako kot drug različice VII, le da so lahko imele na krovu do 39 torpedov in niso bile opremljene z zunanjim topom.
Zgrajeni so bili le štirje primerki različiceVIIF. Dva od njih, U-1062 in U-1059, so poslali v podporo Skupini Monsun na Daljnem vzhodu; U-1060 in U-1061 sta ostali v Atlantiku. Podmornice tipa VIIF so uporabljale iste motorje kot razred tipa VIID. Med vojno so potopili tri; preživelo podmornico so po kapitulaciji Nemčije predali zaveznikom. Tako kot večino predanih podmornic jo je pozneje potopila kraljeva mornarica.

## Specifikacije
| Različica                                | VIIA                                         | VIIB                                         | VIIC                                         | VIIC/41                                      | VIIC/42                                      | VIID                                                              | VIIF                                                            |
| ---------------------------------------- | -------------------------------------------- | -------------------------------------------- | -------------------------------------------- | -------------------------------------------- | -------------------------------------------- | ----------------------------------------------------------------- | --------------------------------------------------------------- |
| Izpodriv na površju                      | 626 ton                                      | 753 ton                                      | 769 ton                                      | 759 ton                                      | 999 ton                                      | 965 ton                                                           | 1084 ton                                                        |
| Izpodriv pod gladino                     | 745 ton                                      | 857 ton                                      | 871 ton                                      | 860 ton                                      | 1099 ton                                     | 1080 ton                                                          | 1181 ton                                                        |
| Skupna dolžina                           | 64,51 m                                      | 66,5 m                                       | 67,2 m                                       | 67,2 m                                       | 68,7 m                                       | 76,9 m                                                            | 77,63 m                                                         |
| Dolžina trupa pod pritiskom              | 44,5 m                                       | 48,8 m                                       | 50,50 m                                      | 50,50 m                                      | 50,9 m                                       | 59,8 m                                                            | 60,4 m                                                          |
| Širina skupno                            | 5,85 m                                       | 6.20 m                                       | 6.20 m                                       | 6.20 m                                       | 6.85 m                                       | 6.28 m                                                            | 7.3 m                                                           |
| Širina trupa pod pritiskom               | 4.70 m                                       | 4.70 m                                       | 4.70 m                                       | 4.70 m                                       | 5.0 m                                        | 4.70 m                                                            | 4.70 m                                                          |
| Ugrez                                    | 4.37 m                                       | 4.74 m                                       | 4.74 m                                       | 4.74 m                                       | 5.0 m                                        | 5.01 m                                                            | 4.91 m                                                          |
| Moč na površini                          | 1.700kW                                      | 2.400kW                                      | 2.400kW                                      | 2.400kW                                      | 2.400kW                                      | 2.400kW                                                           | 2.400kW                                                         |
| Moč pod gladino (elektrika)              | 560kW                                        | 560kW                                        | 560kW                                        | 560kW                                        | 560kW                                        | 560kW                                                             | 560kW                                                           |
| Hitrost na gladini                       | 16 vozlov (29,6 km/h)                        | 17,9 vozlov                                  | 17,7 vozlov                                  | 17,7 vozlov                                  | 18,6 vozlov                                  | 16,7 vozlov                                                       | 17,6 vozlov                                                     |
| Hitrost pod vodo                         | 8 vozlov                                     | 8 vozlov                                     | 7,6 vozlov                                   | 7,6 vozlov                                   | 7,6 vozlov                                   | 7,3 vozlov                                                        | 7,6 vozlov                                                      |
| Doseg na površini pri hitrosti 10 vozlov | 6.200 nm                                     | 8.700 nm                                     | 8.500 nm                                     | 8.500 nm                                     | 12.600 nm                                    | 11.200 nm                                                         | 14.700 nm                                                       |
| Doseg pod gladino, 4 vozli               | 74 – 94 nm                                   | 90 nm                                        | 80 nm                                        | 80 nm                                        | 80 nm                                        | 69 nm                                                             | 75 nm                                                           |
| Največja operativna globina              | 220 m                                        | 220 m                                        | 230 m                                        | 250 m                                        | 270 m                                        | 200 m                                                             | 200 m                                                           |
| Globina prebitja oklepa                  | 230 – 250 m                                  | 230 – 250 m                                  | 250 – 295 m                                  | 275 – 325 m                                  | 350 – 400 m                                  | 220 – 240 m                                                       | 220 – 240 m                                                     |
| Posadka                                  | 42–46                                        | 44–48                                        | 44–52                                        | 44–52                                        | 44–52                                        | 46–52                                                             | 46–52                                                           |
| Top na palubi                            | 8.8 cm SK C35 mornariški top z 220 granatami | 8.8 cm SK C35 mornariški top z 220 granatami | 8.8 cm SK C35 mornariški top z 220 granatami | 8.8 cm SK C35 mornariški top z 220 granatami | 8.8 cm SK C35 mornariški top z 220 granatami | 8.8 cm SK C35 mornariški top z 220 granatami                      | none                                                            |
| Protiletalski topovi                     | 2 cm FlaK 30                                 | 2 cm FlaK 30                                 | Različni                                     | Različni                                     | Različni                                     | 2 × 2 cm Flak C30 z 4.380 granatami                               | 3.7 cm Flak, z 1.195 granatami 2 × C30 20 mm, z 4.380 granatami |
| Torpedne cevi (premec)                   | 4                                            | 4                                            | 4                                            | 4                                            | 4                                            | 4                                                                 | 4                                                               |
| Torpedne cevi (krma)                     | 1                                            | 1                                            | 1                                            | 1                                            | 1                                            | 1                                                                 | 1                                                               |
| Torpedov na krovu (maks.)                | 11                                           | 14                                           | 14                                           | 14                                           | 16                                           | 14                                                                | 14 / 39                                                         |
| Mine                                     | 22 TMA min ali 33 TMB min                    | 26 TMA min                                   | 26 TMA min                                   | 26 TMA min                                   | 26 TMA min                                   | 15 SMA min v navpičnih razdelkih in ali 26 TMA min ali 39 TMB min | brez                                                            |
| Število v uporabi                        | 10                                           | 24                                           | 568                                          | 91                                           | 0                                            | 6                                                                 | 4                                                               |

## Zunanje ppovezave
- Predstavnosti o temi Razred podmornic VII v Wikimedijini zbirki